# Luisa Römer
Luisa Römer (* 2002 in München) ist eine deutsche Schauspielerin.

## Leben
Luisa Römer wurde in München geboren. Ihre erste Rolle spielte sie in dem Kurzfilm Zombies sind nicht lustig von Marina Schwez an der Hochschule für Fernsehen und Film München. In den folgenden Jahren war sie mehrfach in Fernsehfilmen der öffentlich-rechtlichen Programme zu sehen, zuletzt 2021 in dem Film Zum Glück zurück an der Seite von Diana Amft, für den sie positive Kritiken bekam.

## Filmografie
- 2015: Zombies sind nicht lustig (Kurzfilm)
- 2015: Sanft schläft der Tod (Fernsehfilm)
- 2018: Nimm Du ihn (Fernsehfilm)
- 2020: Zum Glück zurück (Fernsehfilm)
- 2023: Der Alte (Fernsehserie, Folge: Helden von nebenan)
- 2023: Großstadtrevier (Fernsehserie, Folge: Millionärin wider Willen)
- 2024: Großstadtförsterin (Fernsehserie, Folge: Berliner Besonderheiten)